# Australian Space Research Institute
L’Australian Space Research Institute (Istituto australiano di ricerca spaziale, ASRI) è l'ente spaziale australiano. È nato nel 1991 dalla fusione dell'AUSROC Launch Vehicle Development Group dell'Università di Monash a Melbourne e l'Australian Space Engineering Research Association (ASERA).
L'istituto è un'organizzazione non a scopo di lucro, che non riceve alcun finanziamento pubblico ed è sostenuta esclusivamente da volontari. Gran parte del suo lavoro è svolto in collaborazione con università australiane, tra le quali in particolare il Royal Melbourne Institute of Technology, l'Università di Tecnologia del Queensland e l'Università di Tecnologia di Sydney.
L'ASRI, che è stato creato per offrire nuove opportunità alle aziende e alla comunità tecnologica australiane attive nel settore spaziale, ha anche lo scopo di sviluppare una visione per il futuro della comunità spaziale australiana.

## Storia delle attività spaziali in Australia
Negli anni sessanta, al culmine della corsa allo spazio, l'Australia è stato il settimo paese al mondo a lanciare un satellite in orbita e il terzo a farlo sul proprio territorio. Si trattò del satellite WRESAT, lanciato dal Poligono di prova di Woomera con un vettore statunitense Sparta.
L'Australia ha partecipato assieme al Regno Unito allo sviluppo del missile balistico intercontinentale Blue Streak.
Sempre negli anni sessanta in Europa fu fondata l'European Launcher Development Organisation (ELDO), uno dei precursori dell'Agenzia Spaziale Europea (ESA), con lo scopo di sviluppare un veicolo di lancio europeo. Il Poligono di prova di Woomera fu scelto come sito di lancio per i lanciatori di prova. L'Australia fu ammessa come unico membro non europeo dell'ELDO in cambio della concessione dell'uso del poligono. Tra il 1964 e il 1970 è stata condotta con successo una serie di lanci di prova con lo scopo di raggiungere l'orbita e di inserirvi un satellite funzionante. Il lancio finale del vettore Europa 1 è avvenuto il 12 giugno 1970, tuttavia il satellite non è riuscito a raggiungere l'orbita. Nessun lancio è più avvenuto da parte dell'ELDO o dell'ESA dal poligono di Woomera, in quanto quelli successivi sono stati effettuati presso il Centre spatial guyanais nella Guyana francese.
In Australia le attività di ricerca spaziale sono scarse. L'obiettivo dell'ASRI è di rendere nuovamente l'Australia un paese importante nell'ambito dell'industria spaziale mondiale.

## Lanciatori AUSROC
Lo scopo del programma AUSROC, avviato alla fine degli anni ottanta, era di sviluppare un veicolo di lancio per micro-satelliti; il lanciatore doveva già prevedere la possibilità di aumento di dimensioni per arrivare a lanciare anche oggetti più pesanti.

### AUSROC I
Il programma AUSROC I fu iniziato nel 1988 da un gruppo di studenti di ingegneria meccanica dell'Università di Monash, che progettarono e costruirono il vettore lanciato con successo il 9 febbraio 1989. Il volo durò un minuto, raggiunse una quota di 3 km e una velocità di 161 m/s.
L'AUSROC I era un razzo-sonda a propellente liquido derivato dalla modifica di un progetto della Pacific Rocket Society .

### AUSROC II
AUSROC II era un razzo a bipropellente alimentato a cherosene-ossigeno e sviluppato negli anni 1990.
Aveva dimensioni maggiori del suo predecessore ed era stato progettato per raggiungere un'altezza di 10 km.
Il primo tentativo di lancio nel 1992 naufragò già nella piattaforma di lancio. Il prototipo successivo, denominato AUSROC II-2, fu lanciato con successo da Woomera nel 1995, ma non riuscì a raggiungere l'altitudine prevista a causa di problemi di pressurizzazione del serbatoio dell'ossigeno liquido.

### AUSROC 2.5
AUSROC 2.5  era stato ideato come fase intermedia tra i programmi  AUSROC II e III. Utilizzava lo stesso motore dell'AUSROC III, ma era dotato di un sistema di raffreddamento molto più semplificato.
L'obiettivo principale era di riuscire a portare un carico utile di 10 kg a un'altezza di 20 km e di recuperare poi il razzo ancora intatto.

### AUSROC III
AUSROC III era progettato per portare un carico utile di 150 kg a un'altezza di 500 km. Era costituito da un razzo-sonda che incorporava un sistema di guida attiva e un paracadute per il rientro a terra.

### AUSROC IV
AUSROC IV era lo stadio finale del programma AUSROC e consisteva di cinque AUSROC III, quattro per il primo stadio (disposti a quadrato) e uno al centro degli altri quattro per il secondo stadio; sul secondo stadio era montato un terzo stadio a propellente solido. AUSROC IV aveva l'obiettivo di piazzare un piccolo satellite, del peso massimo di 35 kg, in orbita terrestre bassa.

### AUSROC Nano
AUSROC Nano era un vettore a tre stadi, liquido-liquido-solido, in grado di portare un carico 10 kg, in orbita terrestre bassa a un'altitudine di 300 km. Era progettato per incorporare un sistema di set-up rapido in modo da permettere la scelta tra un'orbita polare e una equatoriale.